# 122mm kanón M1931/37 (A-19)
122mm kanón M1931/37 (A-19) (rusky 122-мм корпусная пушка обр. 1931/1937 гг. (А-19)) byl sovětský polní kanón vyvinutý koncem 30. let zkombinováním hlavně 122mm kanónu M1931 (A-19) a lafety 152 mm houfnice vzor 1937 (ML-20). Vyráběl se od roku 1939 do roku 1946. Byl zbraní jednotek Rudé armády v bojích 2. světové války a po válce zůstal ještě dlouho ve službě. Upravené verze tohoto kanónu byly montovány do těžkých tanků IS-2 a IS-3 a do samohybných děl ISU-122S.
Tanková verze tohoto kanónu se nazývala D-25T (T=tankový), u samohybných děl D-25S (S=samohybný). Byla vyvinuta v roce 1943 na základě A-19 pro novou řadu sovětských těžkých tanků „IS“, která byla pojmenována po Stalinovi. Existující 85mm tankový kanón, který byl používán v raných prototypech, vykazoval totiž nedostačující výsledky. Nicméně uvedení děla do praxe bránily jisté obavy ohledně jeho bezpečnosti. Při předvádění kanónu totiž explodovala jeho úsťová brzda a málem zabila přihlížejícího maršála Vorošilova. Tato skutečnost vyvolala určitý počáteční odpor, avšak Stalin vyzbrojení tanku pojmenovaného po něm 122mm kanónem podpořil. Dělo bylo přepracováno, aby dostálo požadavkům na bezpečnost, a bylo pojmenováno D-25, analogicky s dřívějším protiletadlovým kanónem D-5T 85mm.

## Varianty

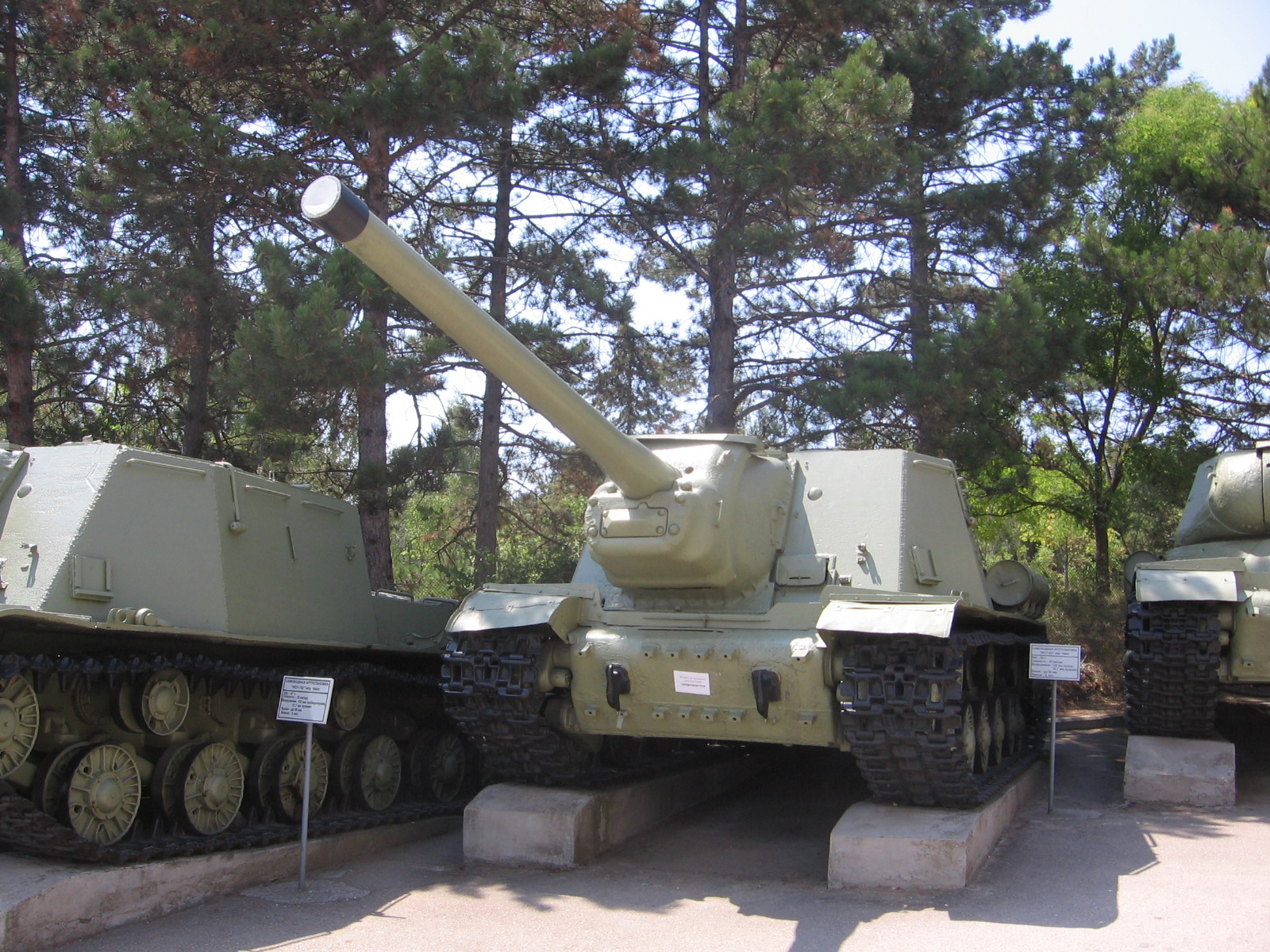
Samohybné dělo ISU-122 s kanónem A-19S

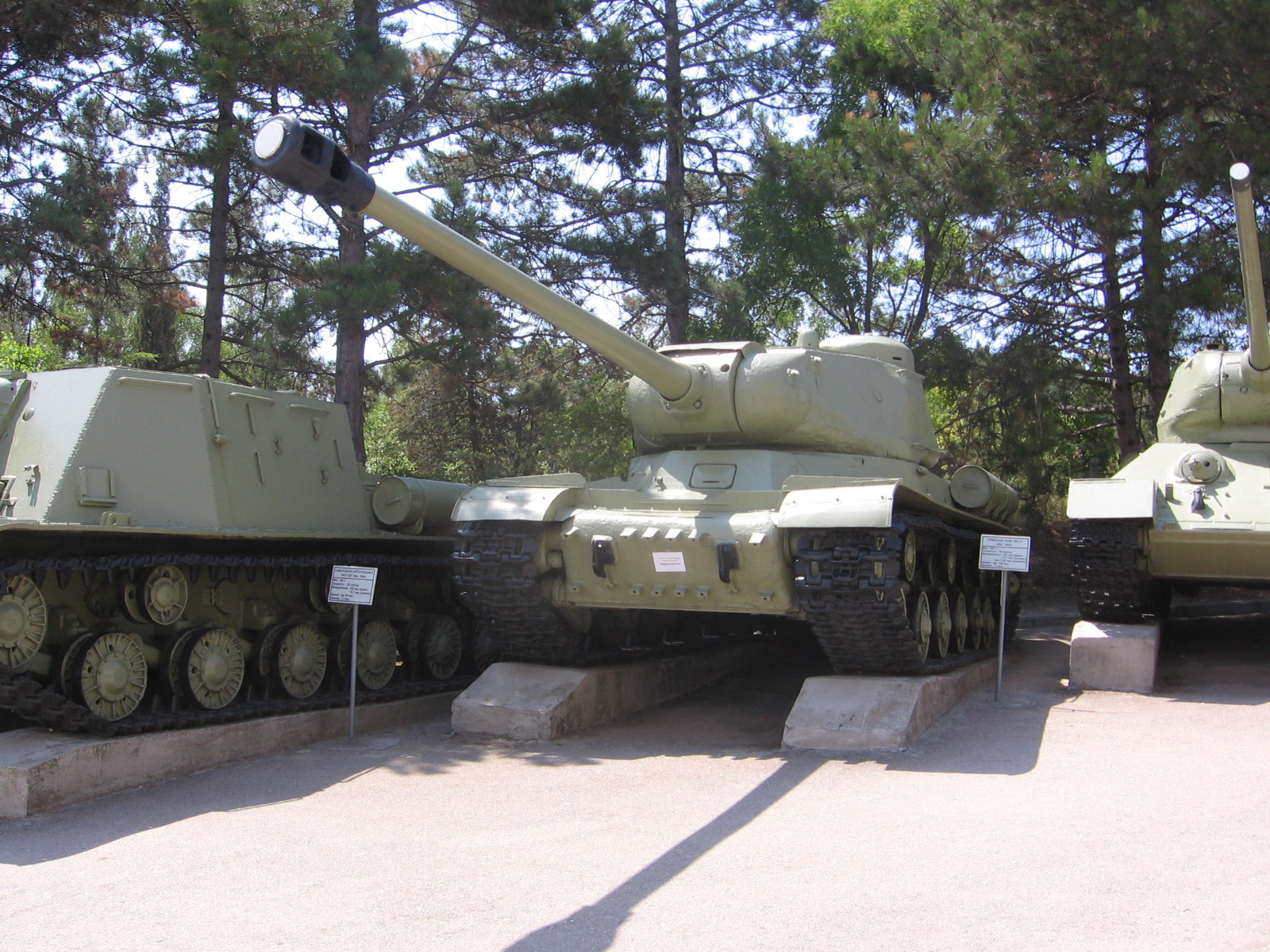
Tank IS-2 s kanónem D-25T

- A-19S – Lehce modifikovaná varianta kanónu A-19 pro použití v samohybném dělu ISU-122
- D-25 – Tankový kanón vyvinutý v roce 1943
  - D-25T – varianta tankového kanónu (T=tankový); koncem listopadu 1943 testoval tým dělostřeleckého konstruktéra Fjodora Petrova hlaveň 122mm kanónu D-25 osazenou do věže používané pro tankový kanón D-5T 85mm. Cílem byl ukořistěný německý tank Panzer V Panther. Test se uskutečnil na v prostoru Kubinka asi 60 km západně od Moskvy. Při výstřelu ze vzdálenosti 1200 m,[1] pronikla střela čelem korby, blokem motoru a prorazila i zadní pancíř korby. Po tomto skvělém úspěchu byly rychle provedeny potřebné úpravy a model byl pod označením D-25T přijat 31. prosince 1943. Výroba kanónu pro tanky IS-2 začala okamžitě.
  - D-25S – varianta pro použití v později vyráběných samohybných dělech ISU-122 (S=samohybný). Varianta ISU-122 vyzbrojená tímto kanónem nesla označení ISU-122S.
- 152 H 88-31 – Finská modernizace zahrnující zvýšení kalibru na 152 mm
- 122 mm armata wz. 1931/37/85 – Polská modernizace

## Současní uživatelé
- alžírské pozemní vojsko — 100 kusů
- Guinejské ozbrojené síly — 12 kusů
- Egyptské pozemní síly — 36 kusů
- Severokorejská národní armáda – nezjištěné množství děl u pozemních vojsk a jednotek pobřežní ochrany KLDR
- Kubánské revoluční síly – nezjištěné množství děl u dělostřelectva pobřežní ochrany

### Dřívější uživatelé
- Bulharsko – 25 kusů
- Španělsko – 150 kusů[2]
- Jemen – 248 kusů
- Polsko — přes 60 kusů[3]
- Rumunsko — 41 kusů
- Sýrie — dо 100 kusů[4]
- Nacistické Německo — dо 400 kusů[5]
- Finsko — dо 25 kusů[6]
- Jugoslávie — 78 kusů[7]
- ČSSR - 322 kdb Strašice - jeden dělostřelecký oddíl